# جیمز بودین
جیمز بودین دوم (James Bowdoin II) (زادهٔ ۷ اوت ۱۷۲۶ – درگذشتهٔ ۶ نوامبر ۱۷۹۰)، سیاست‌مدار و رهبر فکری آمریکا در جریان انقلاب آمریکا و دهه بعدی آن از بوستون، ماساچوست بود. در اوایل، وی به عنوان یک بازرگان ثروتمند به شهرت و نفوذ رسید. او از دهه ۱۷۵۰ تا دهه ۱۷۷۰ میلادی در هر دو شعبه محکمه عمومی ماساچوست خدمت کرد. هرچند در نخست وی حامی فرمانداران وفادار بود، اما بعدها با سیاست استعماری بریتانیا مخالف شد و در نهایت به یکی از دادخواهان تأثیرگذار استقلال مبدل گردید. وی یک گزارش سیاسی بسیار ارزشمند در مورد کشتار ۱۷۷۰ بوستون نوشت، اثری که مورخ فرانسیس والت آنرا، یکی از تاثیرگذارترین نوشته‌های که تفکر عامه در مستعمرات را شکل داد، توصیف نمود.
از ۱۷۷۵ تا ۱۷۷۷ میلادی، وی به عنوان رئیس شورای اجرائی کنگره استانی ماساچوست که در واقع رئیس حکومت ماساچوست بود، خدمت کرد. او در ۱۷۷۹ میلادی به عنوان رئیس مجلس مؤسسان که قانون اساسی ایالت را پیشنویس نمود، انتخاب گردید و همچنین در ۱۷۸۰ میلادی در انتخابات فرمانداری خود را نامزد کرد، اما ناموفق بود و انتخابات را به جان هانکوک واگذار کرد. در ۱۷۸۵ میلادی، پس از استعفای هانکوک، وی به عنوان فرماندار انتخاب گردید. به دلیل دیون بیش از حد ماساچوست که در جریان جنگ انقلاب انباشته شده بود، بودین دوره حکومت خود را با یک مسئولیت مالی به پیش برد. با این حال، در جریان دو سال اول فرمانداری وی، ترکیبی از وضعیت اقتصادی بد مردم و سیاست مالی زننده که توسط حکومت وی اعمال گردیده بود، منتج به قیامی معروف به شورش شیز گردید. بودین شخصاً از نیروهای شبه‌نظامی که در سرکوب قیام نقش کلیدی داشتند، حمایت مالی کرد. روش وی برای سرکوب شورش ممکن باعث ناکامی وی در انتخابات ۱۷۸۷ گردید، انتخاباتی که در آن هانکوک توده‌گرا مجدداً به کرسی فرمانداری بازگشت.
علاوه بر فعالیت‌های سیاسی، بودین در عرصه علمی نیز فعال بود و در پژوهش‌های اولیه بنجامین فرانکلین در مورد برق، با وی همکاری داشت. او به عنوان عضو انجمن سلطنتی لندن انتخاب گردیده و در ۱۷۸۷ میلادی عضو مجمع فیلسوفان آمریکا شد. وی بانی و نخستین رئیس فرهنگستان هنر و علوم آمریکا بود و کتابخانه شخصی خود را به این فرهنگستان به ارث گذاشت. کالج بودین در ایالت مِین، پس از اینکه پسر وی جیمز سوم میراث هنگفتی به این کالج به‌جا گذاشت، به افتخار بودین نام‌گذاری شد.

## اوایل زندگی
جیمز بودین دوم در بوستون متولد شد و فرزند هانا پورتیج بودین و جیمز بودین، یک تاجر ثروتمند اهل بوستون، بود. پدربزرگ وی پیری بودین یک اوگنو بود که از فرانسه مهاجرت نموده بود. پیری در نخست خانواده خود را به ایرلند انتقال داد، پس از آن به مناطق شرقی ماساچوست (حالا مِین) و در نهایت در ۱۶۹۰ میلادی در بوستون سکنی گزید شد. جیمز بودین یکم میراث ناچیزی از والدین خود به ارث برده بود، اما او تجارت و املاک پدر خود را به‌طور قابل‌توجهی گسترش داد تا اینکه به یکی از ثروتمندترین مردان در استان مبدل شد. جیمز در مدرسه دستور زبان ساوت (حالا مدرسه لاتین بوستون) آموزش دیده و بعداً در ۱۷۴۵ میلادی از کالج هاروارد فارغ‌التحصیل گردید. زمانی که پدر وی در ۱۷۴۷ میلادی وفات کرد، او میراث قابل توجهی به‌دست‌آورد. او با الیزابت اروینگ که خواهر هم‌اتاقی وی در هاروارد بود در ۱۷۴۸ میلادی ازدواج کرد. آنها دو فرزند داشتند. در همان سال، او مدرک کارشناسی‌ارشد خود را از هاروارد کسب کرد.

## حرفه علمی و غیر آن
بودین خیلی زود در ۱۷۴۳ میلادی با بنجامین فرانکلین آشنا شده بود و این دو پیرامون مسائل علمی باهم همکاری و مکاتبت می‌نمودند. در جریان سال‌های حضور در هاروارد، او تحت نظر جان وینتروپ به آموزش علوم پرداخت و به رشته‌های برق و ستاره‌شناسی علاقه گرفت. در ۱۷۵۰ میلادی، بودین به فیلادلفیا سفر کرد تا با فرانکلین ملاقات نماید. بوین به تجربیات فرانکلین در مورد برق علاقه‌مند بود و فرانکلین نیز نظر او در رابطه با تسلیمی برخی از اوراقی که برای انجمن سلطنتی فراهم نموده بود، را پذیرفت. از طریق دفتر فرانکلین، برخی از نامه‌های بودین در انجمن خوانده شد. بودین در کسب حمایت مجلس استانی برای سفر اکتشافی به نیوفاندلند که طی آن قرار بود گذر ۱۷۶۱ زهره از آفتاب مشاهده شود، نقشی اساسی داشت و او همچنین در همان سال رساله‌ای منتشر کرد و بهبودهای را برای تلسکوب پیشنهاد کرد. در ۱۷۸۵ میلادی، او یک سری خاطرات‌نامه نوشته و در آن برخلاف نظریه آیزاک نیوتن مبنی بر اینکه نور از طریق «ذرات» انتقال پیدا می‌کند استدلال نمود و در این استدلال خود به مشاهدات طبیعی و کتاب مقدس اشاره نمود.
بودین همواره در طول زندگی خود به علوم علاقه‌مند ماند. وی در ۱۷۸۰ میلادی یکی از بنیان‌گذاران فرهنگستان هنر و علوم آمریکا بود. او تا زمان مرگ خود به عنوان نخستین رئیس این فرهنگستان خدمت نموده و کتابخانه شخصی خود را به این انجمن به ارث گذاشت. بودین نه تنها به نشر مقالات علمی می‌پرداخت، بلکه شعرهای نیز به زبان انگلیسی و لاتین نوشت. دانشگاه ادینبرا برای وی دکترای افتخاری اعطاء نموده و وی به عنوان فلوی هاروارد انتخاب گردید. انتخاب وی در انجمن سلطنتی لندن در ۱۷۸۸ میلادی، نخستین افتخاری بود که پس از استقلال به یک آمریکایی ارزانی شده بود.
بودین علایق زیادی به تجارت نیز داشت. هرچند وی اغلب به عنوان یک بازرگان و کسی که در تجارت اقیانوس‌اطلس دخیل بود شناخته می‌شد، اما علاقه‌مندی اصلی او به زمین بود. میراث وی بیشتر شامل قطعه زمین‌های در مکان امروزی مِین و همچنین در منطقه غنی-کشاورزی جزایر الیزابت در کرانه جنوب ایالت بود و او بیشتر این زمین‌ها را نگه داشت. بودین دارایی‌های خود را گسترش داد و در نهایت در تمامی مناطق ایالت نیوانگلند زمین خریداری کرد، به‌جز از رود آیلند. او یکی از مدیران انحصاری قطعه زمینی بزرگ در رود کنبک بود، جاییکه او به‌طور مکرر با ساکنین غیرقانونی در آن زمین با مزیت رقابتی که در زمین داشت، در معاملات قانونی دخیل بود. ارتباطات وی به‌ویژه با ساکنین غیرقانونی باعث شد تا طبقه پایین‌تر در جامعه ماساچوست دیگر به بودین علاقه نداشته باشند و این امر اغلب روی امور سیاسی وی تأثیر می‌گذاشت. میراث وی همچنین شامل یک کارخانه ذوب آهن در اتلبارو (بریجواتر کنونی) می‌شد، اما او در ۱۷۷۰ میلادی این کارخانه را به‌فروش رسانید، چون مدیریت آن احتمالاً خیلی زمان‌گیر بود. علی‌رغم فراز و نشیب‌ها در دوران جنگ انقلاب آمریکا، بودین همیشه هنگام مدیریت امور مالی خود محتاطانه عمل می‌کرد. او از آرمان استقلال از حیث مالی حمایت کرد، اما این کار را بدون اینکه به منافع تجاری خودش صدمه وارد کند انجام داد، برخلاف جان هانکوک که تجارتش بر اثر کم‌توجهی با مشکلات دست و پنجه نرم می‌کرد.
در اواخر زندگی خود، وی در ۱۷۸۴ میلادی به عنوان نخستین رئیس بانک ماساچوست خدمت نموده و همچنین به عنوان نخستین رئیس انجمن انسانی ماساچوست انتخاب گردید، (سازمانی که در نخست برای نجات جان زنده‌ماندگان رویدادهای غرق کشتی و سایر بیماری‌های مرتبط-به-آب وقف شده بود).

## شورای فرماندار و مخالفت با حاکمیت بریتانیا
بودین در ۱۷۵۳ میلادی در مجلس استانی انتخاب گردید و تا ۱۷۵۶ میلادی، زمانی که به عنوان عضو شورای فرماندار انتخاب شد، در مجلس خدمت کرد. اگرچه وی در نخست حامی فرماندار استعماری بود، اما پس از اینکه سیاست‌های استعماری بریتانیا به‌طور روزافزونی نامحبوب شد، سیاست بودین نیز بیشتر بنیادگرایانه شده و برین باور شد که سیاست‌های جاری بریتانیا تأثیرات منفی بر اقتصاد نیوانگلند خواهد گذاشت. عوامل شخصی نیز ممکن است نقشی در تغییر عقیده بودین داشته باشد: جان تیمپل، عضو کمیسیون گمرک محلی و داماد بودین، در مشاجره‌های کثیف با فرماندار فرانسیس برنارد در دهه ۱۷۶۰ میلادی دخیل شده بود. تا ۱۷۶۹ میلادی، بودین در شورا یکی از سخنگویان اصلی مخالفان فرماندار بود. در همان سال، برنارد انتخاب مجدد بودین در شورا را رد کرد. با این وجود، بودین در پایین کشیدن برنارد از فرمانداری نقش کلیدی داشت. نامه‌های خصوصی انتقاد از حکومت استانی که توسط برنارد نوشته شده بود در ۱۷۶۹ میلادی با توهین شدید به نشر رسید. بودین به‌طور شدیدی به اتهام‌ها و ادعاهای مطرح شده در نامه‌های برنارد پاسخ داده و یک جزوه بحث‌برانگیز را با استدلال اینکه برای دور کردن برنارد به وزیر مستعمرات، لورد هیلسبوروگ فرستاده بود، منتشر نمود.
بودین در ۱۷۷۰ میلادی مجدداً در مجلس انتخاب گردیده و بلافاصله در همان سال، چندی پس از اینکه برنارد استان را ترک کرد، در شورای فرماندهی دوباره انتخاب شد. سرپرست-فرماندار توماس هاتچینسون به بازگشت بودین به شورا تسلیم شد، با این استدلال که وی در اینجا به مراتب کمتر خطرناک خواهد بود، نسبت به اینکه در مجلس سفلی یک منتقد صریح باشد. با این حال، کرسی که توسط بودین در مجلس خالی شد توسط ساموئل آدامز که یکی دیگر از مخالفان سیاسی سرسخت فرماندارهای سلطنتی بود، پُر گردید و هاتچینسون از دو جناح با مخالف مواجه گردید.
پس از کشتار بوستون در ۵ مارس ۱۷۷۰، بودین از سوی جلسه شهری بوستون به عنوان عضو کمیته‌ای انتخاب گردید که مسئولیت داشت روی این مسئله تحقیق نماید. کمیته با یاد کردن سوگند، گزارشی را که این رویداد را تشریح می‌کرد ترتیب نموده و تحت عنوان داستان کوتاهی از کشتار هورید منتشر کردند. این اثر نه تنها فرماندار را به‌طور شدیدی به باد انتقاد گرفت بلکه از رفتار نیروهای ارتش بریتانیا که در بوستون مستقر بودند نیز شدیداً انتقاد کرد، همچنین مورخ فرانسیس والیت از این اثر به عنوان یکی از پروپاگانداهای بزرگی که روی نظریات عمومی در مستعمرات تأثیر داشت، یادآوری گردید. مخالفت بودین با سیاست‌های بریتانیا در جریان اداره هاتچینسون نیز ادامه یافت و زمانی که برخی از نامه‌ها توسط هاتچینسون به‌نشر رسید تا به بودین همانند برنارد بی‌احترامی صورت گیرد، بودین بار دیگر دست به قلم زد و کارهای انتقادی بزرگی برای پایین کشیدن وی از قدرت انجام داد. جانشین هاتچینسون، ژنرال توماس گیچ در ۱۷۷۴ میلادی انتخاب مجدد بودین در شورای فرمانداری را وتو نموده و اظهار داشت که «فرمان واضح از سوی علیا حضرت» مبنی بر خروج وی از این اداره مواصلت نموده‌است.

## ارجاعات
1. ↑  "James Bowdoin". American Philosophical Society Member History. American Philosophical Society. Retrieved 8 December 2020.
2. ↑  Danver, p. 217
3. ↑  Winthrop, pp. 91–94
4. ↑  Winthrop, p. 94
5. 1 2  Manuel and Manuel, p. 44
6. ↑  Kershaw, p. 10
7. ↑  Manuel and Manuel, p. 74
8. ↑  Woolf, pp. 501–502
9. ↑  Greene, pp. 355–356
10. ↑  Stearns, pp. 243–244
11. ↑  Kersaw, pp. 62, 66–69
12. ↑  Kersaw, p. 62
13. ↑  Manuel and Manuel, pp. 52–57
14. ↑  Manuel and Manuel, pp. 53, 84
15. ↑  Walett, p. 321
16. ↑  Manuel and Manuel, p. 88
17. ↑  Manuel and Manuel, p. 86
18. ↑  Walett, pp. 324–325
19. ↑  Alexander, p. 112
20. ↑  Winthrop, p. 104
21. ↑  Walett, p. 333
22. ↑  Walett, p. 327